# Победа (Оренбургская область)
Побе́да — посёлок в Грачёвском районе Оренбургской области. Административный центр Побединского сельсовета.

## География
Посёлок находится на расстоянии примерно 19 км (по прямой) к северо-западу от села Грачёвка, административного центра района.

### Часовой пояс
Посёлок Победа, как и вся Оренбургская область, находится в часовой зоне МСК+2. Смещение применяемого времени относительно UTC составляет +5:00.

## История
Посёлок был основан как хутор предположительно в 1918 году переселенцами из села Жилинка Бузулукского уезда. В 1929 году была организована артель «Победа» (позже колхоз), давшая название всему посёлку, состоявшему из трёх отдельных посёлков. Кроме Победы рядом находилась Белоруссовка, где жили переселенцы из Витебской губернии, и хутор Бирюковский. В 1950 году колхоз «Победа» вошёл в состав колхоза «Красный Восток», который в 1958 году влился в колхоз им. Фурманова.

## Население
| 2010 |
| ---- |
| 308  |

### Национальный состав
Согласно результатам переписи 2002 года, в национальной структуре населения русские составляли 79 % из 366 чел.